# Hawaiïta
La hawaiïta és un basalt ric en olivina amb una composició intermèdia entre l'olivina alcalina i la mugearita. Es va descriure per primer cop a l'illa de Hawaii. En gemmologia, hawaiïta és el nom col·loquial que es fa servir per a designar algunes roques riques en olivina (de qualitat gemma) originàries de Hawaii.